# Arbeiter-Zeitung
Die Arbeiter-Zeitung (AZ in der Kurzform), ab Anfang September 1970 AZ als Blatttitel (ab Jahresbeginn 1961 mit AZ vorerst nur als Zusatzlogo), war in fast ihrer gesamten Herausgabezeit das „Sprachrohr“ der österreichischen Sozialdemokratie und erschien – mit oftmals wechselnden Titelzusätzen – von 1889 bis 1938 sowie von 1945 bis 1991.
Nach dem diktaturbedingten Verbot durch den austrofaschistischen Ständestaat im Zusammenhang mit den Februarkämpfen erschien das Blatt nach der letzten regulären Ausgabe am 12. Februar 1934 (Nummer 41 im 47. Jahrgang) bis zur letzten Ausgabe am 15. März 1938 als Exilzeitschrift. Erst nach der Wiedererrichtung der Republik Österreich konnte die Arbeiter-Zeitung ab August 1945 im 47. Jahrgang als Nummer 1 wieder erscheinen. Die Zeitung stand seit ihrer Erstausgabe 1889 durchgängig bis in das Jahr 1989 (nach Verkauf von 90 Prozent der Anteile in private Hand) direkt oder indirekt im Eigentum der österreichischen Sozialdemokraten, anfangs im Eigentum der Gründer aus dem Umfeld der Partei, später unter dem jeweiligen, geschichtlich angepassten Parteinamen der heutigen Sozialdemokratischen Partei Österreichs. Die folgenden Restrukturierungsmaßnahmen konnten den Niedergang des Blattes dennoch nicht mehr aufhalten – am 31. Oktober 1991 wurde die Arbeiter-Zeitung nach über 100 Jahren wechselvoller Geschichte eingestellt.

## Geschichte

### Vorgängerpublikationen
Die erste Arbeiterzeitung aus dem Umfeld der österreichischen Sozialdemokratie war Das Wiener allgemeine Arbeiterblatt, die 1848 ihren Redaktionssitz am Wiener Kohlmarkt 260 (heute am Kohlmarkt 8 in der Inneren Stadt) hatte.
Direkte Vorgängerin war die am 11. Dezember 1886 erstmals erschienene und 1889 verbotene Zeitschrift Gleichheit. Sozialdemokratisches Wochenblatt, die von dem jungen, vermögenden Wiener Arzt Viktor Adler herausgegeben wurde und ihren Redaktionssitz in der Gumpendorfer Straße 73 im 6. Wiener Gemeindebezirk Mariahilf hatte. Als verantwortlicher Redakteur zeichnete Ludwig August Bretschneider.
Die Arbeiterschaft stand in den 1880er Jahren unter hartem Druck des Ausnahmezustandes, den die damalige klerikale k.k. Regierung unter Eduard Taaffe verhängt hatte: Taaffe baute ein polizeistaatliches Überwachungssystem auf, schränkte die Pressefreiheit massiv ein und führte im Jahr 1884 scharfe Gesetze gegen die Arbeiterbewegung ein; die Gewerkschaften wurden aufgelöst. Die Bewegung zersprengte sich in die zwei einander bekämpfenden Flügel der „Radikalen“ und der „Gemäßigten“. In diesem Umfeld gründete Adler das Wochenblatt Gleichheit und konnte alsbald die beiden Fraktionen um sein Blatt vereinen. Zwei Jahre nach der Blattgründung, Ende 1888 auf dem Hainfelder Parteitag, konnte er die Radikalen und die Gemäßigten in der neuen, geeinten Sozialdemokratischen Arbeiterpartei Österreichs (SDAP) vereinen und wurde zu deren erstem Vorsitzenden gewählt. Über die noch kleine Wochenzeitung Gleichheit, die für ihre sozial engagierten und aufrüttelnden Reportagen bekannt wurde, drang der neue Aufbruch des Sozialismus auch zu den Massen der Arbeiterschaft.
Zum ersten Maifeiertag am 1. Mai 1890, die Arbeiter-Zeitung war bereits gegründet, „[sprengte] [d]ie gewaltige Massenerhebung der österreichischen Arbeiter […] den Ausnahmezustand“:

„So begann die große Geschichte der österreichischen Arbeiterbewegung mit der Gründung der »Gleichheit«. Sie hat der österreichischen Arbeiterklasse den Weg gewiesen, der zu dem großen Wahlrechtskampfe, zu unzähligen erfolgreichen Gewerkschaftsgründungen und Gewerkschaftskämpfen, schließlich zur Republik und zum Roten Wien geführt hat.“

Die Gleichheit, in der kurzen Zeit ihres Erscheinens insgesamt 45 Mal beschlagnahmt, erschien am 14. Juni 1889 zum letzten Mal und Viktor Adler wurde zu vier Monaten Arrest verurteilt. In der Arbeiter-Zeitung vom 20. Dezember 1936 heißt es „… die »Gleichheit«, ist schon am 21. Juni 1889 von der Polizei eingestellt worden; …“ Wenige Wochen danach, im Juli desselben Jahres, wurde die Arbeiter-Zeitung als unmittelbare Nachfolgerin aus der Taufe gehoben.

### Monarchie, Erster Weltkrieg und Zwischenkriegszeit
Das erste Arbeiter-Zeitung genannte Periodikum erschien erstmals am 12. Juli 1889, anfangs jeden zweiten und vierten Freitag im Monat und mit Blatttitel Arbeiterzeitung. – Organ der österreichischen Sozialdemokratie. (Mit abschließenden Punkten; Arbeiterzeitung noch ohne Bindestrich/Doppelbindestrich gesetzt.) Gegründet wurde die in Wien ansässige Zeitung nach einhelliger Quellenlage von Viktor Adler. Die Gründungspersonen laut Impressum waren Julius Popp und Rudolf Pokorny als Herausgeber sowie Ludwig August Bretschneider als verantwortlicher Redakteur. Ab der ersten Nummer wurde in der Genossenschafts-Buchdruckerei in der Alserstraße 32 im 9. Bezirk, Alsergrund, und dort bis Februar 1893 gedruckt. Der Redaktionssitz war, wie schon beim Vorgängerblatt Gleichheit, in der Gumpendorfer Straße 73. Von Februar 1893 bis 24. April 1900 erfolgte der Druck dann in der Universitätsstraße 6–8, Redaktion und Expedit waren an die Adresse Schwarzspanierstraße 10  / Ferstelgasse 6 übersiedelt. Die Zeitung hatte in dieser Zeit eine Auflage von etwa 24.000 Stück.
Erstmals ab dem 18. Oktober 1889 wurde der Blatttitel auf Arbeiter⸗Zeitung. (mit abschließendem Punkt; erstmals mit Doppelbindestrich, im Blattinneren blieb vorerst noch Arbeiterzeitung erhalten) sowie auf wöchentliches Erscheinen an jedem Freitag umgestellt, ab dem 31. Oktober 1893 folgte eine zusätzliche Dienstagsausgabe. Mit der Ausgabe vom 19. Dezember 1889 war der Punkt hinter Arbeiter-Zeitung weggefallen.

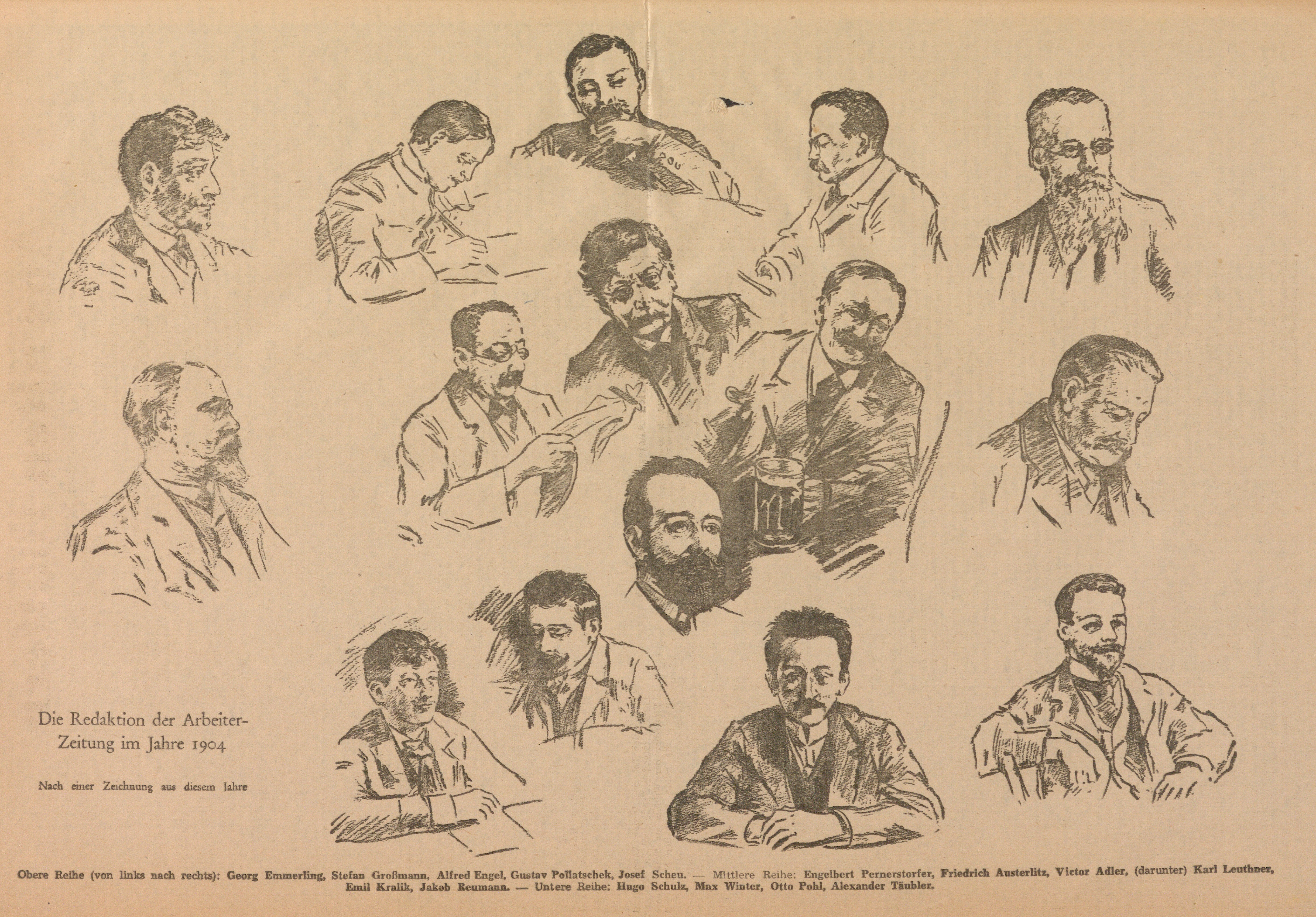
Die Redaktion 1904: Georg Emmerling, Stefan Großmann, Alfred Engel Gustav Pollatschek, Josef Scheu. – Mittlere Reihe: Engelbert Pernerstorfer, Friedrich Austerlitz, Victor Adler, (darunter) Karl Leuthner, Emil Kralik, Jakob Reumann. – Untere Reihe: Hugo Schulz, Max Winter, Otto Pohl, Alexander Täubler

Mit 1. Jänner 1895 – dieses Datum wurde für die nächsten Jahrzehnte zum Gründungsdatum der Zeitung erklärt, wobei dessen ungeachtet der Jahrgang ab 1889 weiter fortgezählt wurde – erfolgte unter den Eigentümern Julius Popp und Jakob Reumann und dem als Herausgeber fungierenden Viktor Adler die Umstellung zu täglicher Erscheinungsweise unter dem Blatttitel (weiterhin mit abschließendem Punkt) Arbeiter-Zeitung – Zentralorgan der österreichischen Sozialdemokratie.
Vor dem Ersten Weltkrieg galt die Arbeiter-Zeitung als klassenkämpferisches Organ. Nach der Kriegserklärung Österreich-Ungarns an Serbien erschien am 5. August 1914 ein von Chefredakteur Friedrich Austerlitz verfasster Artikel, in dem er mit schwülstigen deutschnationalen Formulierungen seiner Kriegsbegeisterung Ausdruck verlieh. Zwar kritisierte die Parteiführung die Sprache des vielbeachteten Beitrags, doch blieb Kriegsbejahung zunächst Parteilinie. Von 17. September 1914 bis 30. März 1918 erschien zusätzlich das verlegerisch erfolgreiche Abendblatt AZ am Abend. Ab 1915 wich die Kriegsbegeisterung, Jubelmeldungen von der Front wurden weniger und ab 1917 erschienen zunehmend kritischen Berichte über Grausamkeiten der Kriegsjustiz und die schlechter werdende materielle Lage der Zivilbevölkerung und der Arbeiter. Während des Krieges war die Zeitung stark der Zensur unterworfen, was mit ein Grund für die Wandlung der sozialdemokratischen Haltung zum Krieg war. Beeinflusst wurde dieser Meinungsumschwung auch von der Ermordung des Ministerpräsidenten Karl Stürgkh durch Friedrich Adler 1916 und die Berichterstattung über den Prozess sowie die Russischen Revolutionen 1917.
In der Zwischenkriegszeit war die Arbeiter-Zeitung offizielles Zentralorgan der Sozialdemokratie Deutschösterreichs. Durch ihre Kriegsablehnung in den letzten Kriegsjahren und das Bedürfnis nach politischer Orientierung nach dem Umbruch entwickelte sich die Arbeiter-Zeitung zur politisch führenden Zeitung der Republik. Auch international wurde sie das meistbeachtete Blatt, ein Status, den im Habsburgerreich die Neue Freie Presse innegehabt hatte. In diesen Jahren wurde allmählich Otto Bauer neben Austerlitz zum politischen Kopf und Leitartikelverfasser der Zeitung, die nun einen Umfang von je acht bis zwölf Seiten hatte. Daneben erschienen der Partei nahestehende Regionalzeitungen und ab 1927 das populäre Kleinformat Das Kleine Blatt, das als sozialdemokratische Antwort auf die Boulevardpresse konzipiert war.

### Austrofaschismus
Auf dem Weg der Regierung zum austrofaschistischen Ständestaat wurde mit der kriegswirtschaftlichen Notverordnung vom 7. März 1933 angeordnet, dass alle Zeitungen, die bis zu diesem Zeitpunkt bereits einmal konfisziert waren, durch eine Verfügung des Bundeskanzlers verpflichtet werden konnten, die Pflichtstücke der Zeitung schon zwei Stunden vor der Verbreitung bei der Behörde abzuliefern. Ab 24. März wurde diese Maßnahme auf die Arbeiter-Zeitung angewandt. Wie in der Ausgabe vom 4. Juli 1933 zu lesen war, diente dies – als eingebürgerter Name „Vorzensur“ bezeichnet – der pressepolizeilichen, staatsanwaltlichen und gerichtlichen Prüfung um, von den Behörden so eingestanden, allenfalls die Beschlagnahme zu erleichtern. Diese Schikane betraf neben der Arbeiter-Zeitung auch Das Kleine Blatt. Die Redaktion der Arbeiter-Zeitung löste die Sachlage in ihrer Art derart, dass sie in den Ausgaben ab dem 26. März bis zum 3. Juli 1933 im Kopf des Titelblattes „Unter Vorzensur“ gesetzt hatte. Noch an diesem 3. Juli übermittelte die Polizei der Redaktion einen Bescheid, wonach es der Arbeiter-Zeitung verboten wurde, „weiterhin am Kopf des Blattes die Worte ‚Unter Vorzensur‘ erscheinen zu lassen.“ Deshalb wurde die Zeitung ab der nachfolgenden Ausgabe am 4. Juli 1933 mit verändertem Zusatz „Unter verschärfter Vorlagepflicht“ im Kopf des Titelblattes verbreitet.
Am 9. Oktober 1933 folgte ein Kolportageverbot, der Verkauf der Zeitung auf den Straßen und in Verschleißstellen war untersagt, nur mehr der Postversand an Abonnenten war erlaubt. Die Zeitung hatte sich jedoch schon zuvor die Namen und Adressen fast aller Abnehmer verschafft und verschickte die Zeitung fortan per Post an knapp 90.000 Adressen.

#### Exilzeitung in der Illegalität
Nachdem am 12. Februar 1934 die Februarkämpfe begannen, die Ausgabe der Arbeiter-Zeitung an diesem Tag noch wie gewohnt und ohne Hinweis darauf erschien, war nach dem Verbot der Zeitung das Ende sowohl der täglichen Ausgabe wie auch der Redaktion in Wien besiegelt. Noch am selben Tag wurde der Verlagssitz im Vorwärts-Gebäude von der Heimwehr besetzt.
Den Redakteuren der Arbeiter-Zeitung und des Kleinen Blatts kam eine zentrale Rolle zu bei der Organisation der illegalen Parteitätigkeit. Die Redaktion produzierte die Arbeiter-Zeitung ab dem 25. Februar 1934 im Exil in Brünn, beginnend mit „Nr. 1“, Neuzählung als „1. Jahrgang“ und mit dem Zusatz „Erscheint wöchentlich.“ Als Herausgeber war Václav Kovanda und als verantwortlicher Redakteur Josef Schramek im Impressum ausgewiesen. Geschrieben und redigiert wurde sie jedoch vom Auslandsbüro der österreichischen Sozialdemokraten (ALÖS), das Otto Bauer und Julius Deutsch nach ihrer Flucht in Brünn gegründet hatten, wobei die meisten Artikel aus der Feder Otto Bauers stammten. Zunächst wurde die Zeitung in der Tschechoslowakei hergestellt und nach Österreich geschmuggelt, zeitweise konnte der fertige Satz in illegalen Druckereien in Wien gedruckt werden. Die Auflagenhöhe in der Illegalität betrug etwa 25.000 Stück. Da der Versand per Post für die Empfänger zu gefährlich wurde, wurde der Vertrieb auf eine direkte Verbreitung an Depots in Wien und dort von Hand zu Hand umgestellt.
In der Brünner Ausgabe vom 22. November 1936 gab die Redaktion bekannt, dass die Tschechoslowakische Republik das weitere Erscheinen des Blattes auf Grund einer Änderung ihrer Außenpolitik nicht mehr gestatte, und schrieb weiterhin, dass die Arbeiter-Zeitung weiter erscheinen solle. Dessen ungeachtet wurde die Zeitung laut dem Impressum in den Folgeausgaben weiterhin in Brünn herausgegeben. Bis zur endgültigen Einstellung erschienen noch weitere Ausgaben am 25. November, am 12. und 20. Dezember 1936 sowie mehr als 20 Mal im Jahr 1937 in unregelmäßiger Erscheinungsweise.
Mit der Ausgabe vom 3. März 1937 im 4. Jahrgang als Arbeiter-Zeitung, nunmehr ohne jeglichen Titelzusatz, wurde die Herausgabe der Zeitung „offiziell“ nach Paris verlegt, mit Ausgabe vom 31. März 1937 wurde der Ausgabeort auch auf die Titelseite gesetzt („Paris, [Datum]“) und der Ausgabepreis von zuvor 20 Groschen auf 50 französische centimes festgesetzt. In Paris blieb die Zeitung, unter wechselnden Redaktionssitzen und zumeist vierzehntäglich als Mittwochsausgabe (vereinzelt als Samstagsausgabe), bis zur allerletzten Ausgabe am 20. November 1937, auf der im Aufmacher getitelt wurde: „Die RS [= Revolutionäre Sozialisten Österreichs] an die Arbeiterklasse.“ Tatsächlich wurde in Paris aber nur die für das Ausland bestimmte Auflage hergestellt, jene für Österreich wurde nunmehr illegal in Böhmisch-Trübau (Tschechoslowakei) gedruckt, bzw. ab Herbst 1937 wieder illegal in Wien.
Endgültig beendet wurde der sozialistische Widerstand und das Erscheinen der Arbeiter-Zeitung nicht durch das Regime des Austrofaschismus, sondern durch jenes der Nationalsozialisten. Die letzte Nummer, noch vor dem „Anschluss“ fertiggestellt, trägt das Datum 15. März 1938.

### Neugründung in der Nachkriegszeit
Nach dem Zweiten Weltkrieg, in der wiedererstandenen Republik Österreich, erschien die Tageszeitung mit Nummer 1 im (laut Titelseite) 47. Jahrgang und vorerst noch – wie vormals seit 1895 das „Zentralorgan“ – als Arbeiter-Zeitung – Zentralorgan der Sozialistischen Partei Österreichs erstmals wieder am 5. August 1945. In dieser war ein offener Brief des damaligen Vorsitzenden der Sozialistischen Partei Österreichs „Karl Seitz an unsere Leser“ abgedruckt:

„Es erfüllt mich mit tiefer Freude und innerer Genugtuung, daß heute zum erstenmal nach elf Jahren aufgezwungenen Schweigens die Arbeiter - Zeitung wieder erscheint. Das ist für uns Sozialdemokraten nicht nur ein politisches, sondern auch ein symbolisches Ereignis. Es beweist den Sieg des demokratischen Sozialismus über die faschistische Tyrannei, es bedeutet die Wiedergeburt unserer Gedanken- und Redefreiheit.
In diesem Sinne begrüße ich die neuen und alten Leser der Arbeiter - Zeitung als einer von denen, die im Jahre 1895 dieses Blatt gegründet haben, und verspreche ihnen gleichzeitig, daß das wiedererstandene Zentralorgan der Partei wie einst unter Viktor Adler ein mutiger Anwalt und treuer Freund des arbeitenden Volkes Österreichs sein wird.
Wien, am 4. August 1945.“

Eigentümerin war die Sozialistische Partei Österreichs, als SPÖ-eigene Unternehmen waren die Sozialistischer Verlag Ges. m. b. H. als Verlegerin und Herausgeberin und der Vorwärts-Verlag (Druck- und Verlagsanstalt „Vorwärts“, Kommanditgesellschaft) als Druckerei mit der Produktion befasst.
Unter dem aus dem Exil zurückgekehrten Chefredakteur Oscar Pollak durfte sich die Zeitung im besetzten Nachkriegsösterreich gelegentliche Seitenhiebe gegen die US-Medienpolitik (wie etwa die Bevorzugung des Wiener Kuriers) erlauben, da ihre Berichterstattung zugleich permanent antikommunistisch und antisowjetisch war. Durch energisches Anschreiben gegen gewalttätige Übergriffe von Besatzungssoldaten, die in Anlehnung an Polizeiberichte über die Taten („unbekannte Täter“) die „Unbekannten“ genannt wurden, erwarb sich die Zeitung einen guten Ruf. Ihre Auflage stieg auf bis zu 300.000 Stück, womit sie als führende Parteizeitung auch die auflagenstärkste Tageszeitung Österreichs wurde.
Nach Abschluss des Staatsvertrages 1955 und dem Wechsel der Zeitungen der Besatzungsmächte in österreichische Hände begannen unabhängige Zeitungsmacher Erfolge zu feiern und es entstand eine erste Boulevardpresse. Bei den Führungsgremien der SPÖ löste diese Entwicklung Sorge aus, die Arbeiter-Zeitung könne an Einfluss verlieren. Sinkende Auflagenzahlen und der Wunsch nach Reformen führten schließlich am Jahresende 1961 zum Wechsel in der Chefredaktion. Unter Franz Kreuzer wurden Modernisierungen angegangen, der in Frakturschrift gehaltene Titel Arbeiter-Zeitung wurde verkleinert und daneben die Initialen AZ gestellt. Später wurde der Blatttitel auf AZ – Tagblatt für Österreich geändert (häufig auch als A.Z. oder A. Z. zitiert), das Zentralorgan und der Parteiname als Titelzusatz verschwanden.

### Niedergang und Restrukturierungsversuche
Der generelle Niedergang der Parteizeitungen im Allgemeinen und der Bedeutungsverlust ihres eigenen Parteiorgans für die Sozialistische Partei im Besonderen führte die AZ in den 1960er und 1970er Jahren in finanzielle Probleme. Es kam zu einem langsamen Schrumpfen der Auflage und zu einer Überalterung der Leserschaft, vor allem der Abonnenten. Alternative Presseexperimente der SPÖ, wie die von 1967 bis 1971 erschienene Neue Zeitung, scheiterten. Die 1974 etablierte staatliche Presseförderung, die der AZ besonders zugutekam, konnte nur mehr eine Linderung und den Aufschub der Finanzkrise bringen. 1980 mussten aus Kostengründen die Sonn- und Feiertagsausgaben eingestellt werden. 1984 wurde das Salzburger Tagblatt bzw. später Neues Salzburger Tagblatt zur regionalen Mutation der AZ, 1987 wurde eine gleichartige Lösung betreffend Oberösterreichisches Tagblatt bzw. später Neues Oberösterreichisches Tagblatt getroffen.
Zwischen 20. und 31. August 1985 zogen sukzessive Verwaltung, Direktion und Redaktion der AZ sowie zuletzt die Vorwärts-Druckerei aus dem Vorwärts-Gebäude aus und in das ehemalige Wiener Schlachthofgelände, Viehmarktgasse 4 im 3. Bezirk, Landstraße, um. Mit der Ausgabe vom 16. Oktober 1985 wurde, unter Aufgabe des jahrzehntelang verwendeten Zusatzes „Gegründet 1889 als [in Fraktur wie zur Gründung:] Arbeiter-Zeitung“, der bisherigen Blatttitel auf Neue AZ – Tagblatt für Österreich erweitert und das Schriftlogo dem Zeitgeist angepasst moderner gestaltet. Zur weiteren Neuerung gehörte die Umstellung auf Kleinformat, ähnlich dem der Kronen Zeitung, die zu dieser Zeit längst die AZ als „Arbeiterzeitung“ deklassiert hatte. Mit Anfang Juni 1987 wurde, parallel zu den Bundesländerausgaben Salzburger und Oberösterreichisches Tagblatt (siehe oben) auf Neue AZ – Wiener Tagblatt umgetitelt.

### Verkauf: Vom Parteiorgan zur parteinahen Zeitung
Der damalige Bundeskanzler und Vorsitzende der Sozialdemokratischen Partei Österreichs, Franz Vranitzky, kündigte im Jahr 1988 den Verkauf der AZ an, da sich die Partei das ständige Defizit bzw. die notwendigen Investitionen nicht mehr leisten könnte. Dementsprechend hatte, wie von Neue-AZ-Chefredakteur Manfred Scheuch in der Ausgabe vom 30. März 1989 unter dem Titel „In eigener Sache“ dargestellt wurde, der Geschäftsführer der Neuen AZ, Hubert Peterschelka, Ende 1988 Initiativen zur möglichen Beteiligung von Investoren angekündigt. Den Entwicklungen am internationalen Zeitungsmarkt folgend, sollte es damit ermöglicht werden, weg vom Zentralorgan der Partei zu einem, der Sozialdemokratie zwar nahestehenden, jedoch unabhängigen Blatt zu kommen. Weitere Ziele waren Investitionen und eine Auflagensteigerung zu ermöglichen. Ende März 1989 habe es sechs Optionen für eine Beteiligung von Investoren gegeben. Dem SPÖ-Zentralsekretär Peter Marizzi zufolge seien über vier der Angebote bereits detaillierte Verhandlungen geführt worden und ausländische Investoren wären dabei nicht ausgeschlossen gewesen. Nach eingehender Prüfung aller ernstzunehmenden Angebote sollte das SPÖ-Präsidium in der ersten Jahreshälfte 1989 zu einer Entscheidung kommen können. Die Redaktion habe sich mit den Zielen einverstanden erklärt und von der Redaktionsvertretung seien die Informationen des Zentralsekretärs positive bewertet worden, es wurden aber konkrete Möglichkeiten der Mitentscheidung erwartet. Für die Redaktion sei, unabhängig von den künftigen Eigentumsverhältnissen, ausschlaggebend gewesen, dass „auch im 100. Jahr der AZ […] Österreich ein Blatt mit aufrecht sozialdemokratischer Gesinnung erhalten bleibt.“
Im Lauf des Jahres 1989 wurden dann 90 Prozent der AZ an den Werbeunternehmer Hans Schmid und seine Birko-Holding verkauft, die SPÖ behielt 10 Prozent als Minderheitsanteil. Ungeachtet des Engagements der Redakteure in der letzten Phase vor der Einstellung, ermöglichten die zunehmenden weiteren wirtschaftlichen Probleme dennoch keinen erfolgreichen Neustart mehr, der Vorwärts-Verlag und die Neue AZ, nunmehr keine Parteizeitung mehr, blieben dennoch defizitär. Ab September 1989 erschien sie bis zu ihrer Einstellung mit der letzten Ausgabe am 31. Oktober 1991 als parteiunabhängige Zeitung. Am 24. Jänner 1992 stimmten die Gläubiger dem 40-prozentigen Liquidationsausgleich zu.
Vor der Einstellung betrug die Auflage etwa 100.000 Stück (zum Vergleich: 1948 betrug sie bis zu 245.000 Stück, vor dem Ersten Weltkrieg bis zu 54.000 Stück).

### Gründungsjahre 1889 – 1895 – 1945

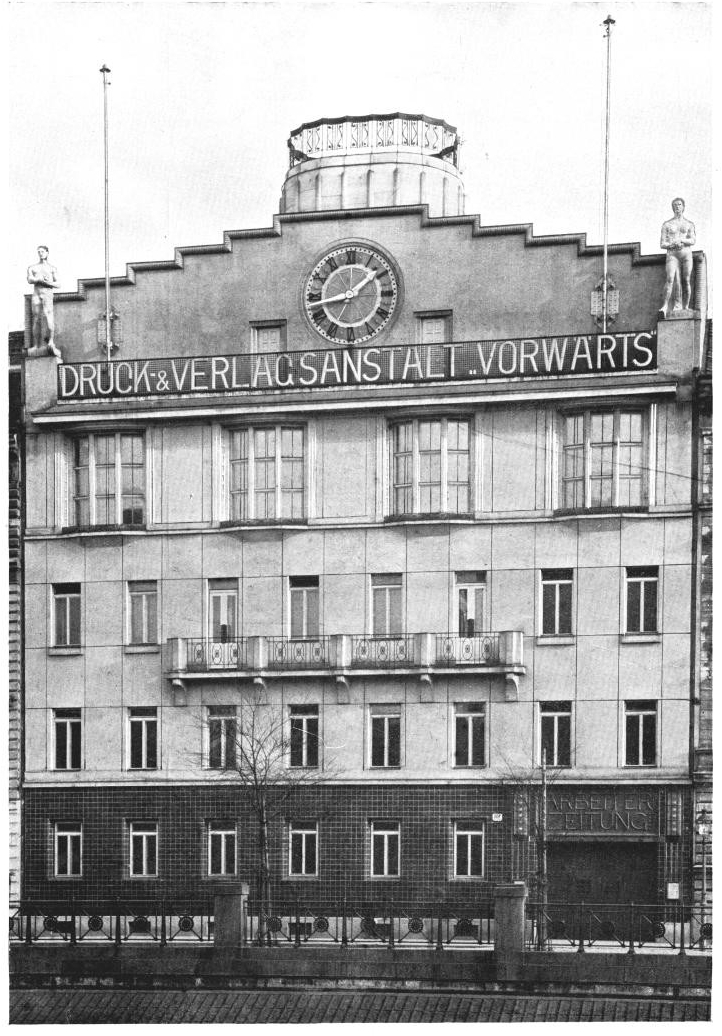
Gebäude der Druck- & Verlagsanstalt Vorwärts um 1912

In seinem Artikel „In eigener Sache“ am 30. März 1989 schrieb der Neue-AZ-Chefredakteur Manfred Scheuch in einem Nebensatz vom 100. Jahr der AZ, was tags zuvor, am 29. März, im Rahmen einer Veranstaltung zu einer „Ausstellung zum Jubiläum“ auch gefeiert wurde. Der damalige AZ-Geschäftsführer Hubert Peterschelka wird im Bericht über die Veranstaltung zitiert mit: „Nicht viele Zeitungen können auf eine hundertjährige Geschichte zurückblicken. Ungebrochen ist die sozialdemokratische Tradition und soll auch in die Zukunft getragen werden.“ (AZ, 31. März 1989, S. 4.; vgl. auch Pelinka/Scheuch: 100 Jahre AZ. Die Geschichte der Arbeiter-Zeitung, 1989, siehe Abschnitt Literatur).
Dies ist deshalb bemerkenswert, da mit der 100-Jahre-Zählung im Jahr 1989 auf das ursprüngliche Gründungsjahr mit der Erstausgabe am 12. Juli 1889 (Nummer 1, 1. Jahrgang) zurückgegriffen wurde: Dem entgegen wurde in der gesamten Bestehenszeit der „ersten“ Arbeiter-Zeitung, auch in den nach dem Verbot im Jahr 1934 und bis 1938 als illegale Exilzeitung weiter herausgegebenen Ausgaben, für Gründungsjubiläen das Datum der Umstellung (1. Jänner 1895) auf tägliche Erscheinungsweise zum Gründungsdatum der Zeitung erklärt, wobei dessen ungeachtet der Jahrgang ab 1889 weiter fortgezählt wurde (mit Hochzählung der Jahrgangszahl von 37 auf 38 mitten im Kalenderjahr 1925, wodurch es mit den Jahren 1935 und 1945 zwei 47. Jahrgänge gegeben hat.) Jeweils zum 1. Jänner wurden in den Jahren 1905 (10 Jahre; XVII. Jahrgang), 1920 (25 Jahre; XXXII. Jahrgang) und 1925 (30 Jahre; XXXVII. Jahrgang) Jubiläumsausgaben herausgegeben.

### Druck- und Verlagshaus „Vorwärts“
Die Zeitung wurde im Laufe ihrer unterschiedlichen Blatttitel von 1910 bis zum 12. Februar 1934 als Arbeiter-Zeitung sowie nach der Wiedergründung vom 5. August 1945 bis 1986 als Arbeiter-Zeitung und später als AZ und Neue AZ in dem im Jahre 1910 bezogenen und später traditionsreichen Verlags- und Parteigebäude des Vorwärts-Verlages an der Rechten Wienzeile 97 im 5. Wiener Gemeindebezirk, Margareten, gedruckt, wo sich bis 1934 auch das Büro des Parteivorstandes (Zentralsekretariat) befand. Mit dem Ankauf der Liegenschaft an der Adresse Wienstraße 89a, seit September 1911 Rechte Wienzeile 97, mit dem bereits bestehenden Haus und der im Hinterhof schon vorhandenen Druckerei des zu der Zeit gerade in Insolvenz geratenen Wiener Verlags wurde für die sozialdemokratischen Organisationen (neben der Arbeiter-Zeitung und dem Verlag waren dies auch die Organisationen der Partei und der roten Gewerkschaft) genügend Platz geschaffen; für die Arbeiter-Zeitung bedeutete dies einen Modernisierungsschub. Vor dem Einzug wurde Hubert Gessner, mit Viktor Adler befreundet und Absolvent von Otto Wagners „Schule für Architektur“, mit dem Umbau beauftragt, mit dem das Vorwärts-Haus das bis heute prägende Erscheinungsbild bekommen hat.

## Mitarbeiter

### Chefredakteure
- Victor Adler (1889–1894)
- Friedrich Austerlitz (1895–1931)
- Oscar Pollak (1931–1934 und 1945–1961)
- Franz Kreuzer (1962–1967)
- Paul Blau (1967–1970)
- Manfred Scheuch (1970–1989)
- Robert Hochner (1989 / 1990)
- Peter Pelinka (1990 / 1991)

### Bekannte Redakteure und Autoren (Auswahl)
- David Josef Bach
- Klara Blum
- Martin Blumenau
- Ernest Borneman
- Ilse Brandner-Radinger[41]
- Adolf Braun
- Irene Brickner
- Ulrich Brunner
- Veza Canetti (als Veza Magd)
- Dieter Chmelar
- Barbara Coudenhove-Kalergi (als „rote Gräfin“ bekanntgeworden, ihr Engagement für das außenpolitische Ressort der AZ erregte Ende der 1960er-Jahre einiges Aufsehen)
- Erich Demmer
- Fritz Dittlbacher
- Heinz Fahnler
- Krista Federspiel
- Otto Fielhauer
- Ernst Fischer (Kulturredakteur 1927–1934)
- Ernst Gehmacher
- Nikolaus Glattauer
- Oskar Maria Graf (Aufruf Verbrennt mich am 12. Mai 1933)
- Stefan Großmann (später Herausgeber des Tage-Buchs)
- Hans Heinz Hahnl
- Jacques Hannak
- Marlen Haushofer
- Peter Henisch
- Georg Hoffmann-Ostenhof
- Kurt Kahl
- Günter Kaindlstorfer
- Andy Kaltenbrunner
- Theodor Kramer
- Richard Kurfürst (West; Feuilleton)
- Herbert Lackner
- Wolfgang Lamprecht
- Otto Leichter
- Peter Michael Lingens
- Eva Linsinger
- Herbert Löwy (stellvertretender Chefredakteur; verstorben am 10. Jänner 1983 knapp vor seinem 58. Geburtstag; er schrieb die Glossen „Gluthammer“, wobei er sich selbst auch gerne als „Schlosser“ bezeichnete)[42][43]
- Robert Misik
- Otto Neurath
- Alfred Nimmerrichter (Leiter der Sportredaktion)
- Eva Pfisterer
- Andreas Pittler
- Günther Poidinger
- Ro Raftl
- Christian Rainer
- Arthur Roessler (Kunstkritiker und Schiele-Entdecker)
- Fritz Rosenfeld (Filmkritiker bis 1934)
- Joseph Roth (Fortsetzungsroman Das Spinnennetz, 1923)
- Karl Hans Sailer
- Friedrich Scheu (1905–1985, AZ-Außenpolitik 1954–1972)[44]
- Georg Scheuer
- Heinz Sichrovsky
- Johannes Mario Simmel
- Antonín Smital (Anton Smital)
- Jura Soyfer
- Josef Sterk (1903–1981, AZ-stellvertretender Chefredakteur)
- Harald Sterk
- Tessa Szyszkowitz
- Jan Tabor
- Günter Traxler
- Christoph Wagner (Kochbuchautor und Gourmet)
- Fritz Walden
- Reinhard Wegerth
- Max Winter (Verfasser berühmter Sozialreportagen 1895–1934)
- Robert Wiesner
- Christa Zöchling

## Digitalisate
- Die Ausgaben von der Gründung am 12. Juli 1889 bis 1936 mit den Exilausgaben aus Brünn (mit den Erscheinungsorten Brünn und später Paris) werden von der Österreichischen Nationalbibliothek auf ANNO – AustriaN Newspapers Online kostenfrei bereitgestellt:
  - Digitalisate in: Von der Österreichischen Nationalbibliothek digitalisierte Ausgaben: Arbeiter-Zeitung (online bei ANNO).
- Im Jahr 2004 wurden unter der Federführung des ehemaligen AZ-Redakteurs Andy Kaltenbrunner in seinem privaten Projekt und unter Hilfestellung durch die SPÖ alle Ausgaben der Arbeiter-Zeitung seit der Neugründung mit der Ausgabe am 5. August 1945 bis zur Ausgabe am 31. August 1989 digitalisiert und als gratis zugängliches Online-Archiv zur Verfügung gestellt:
  - Digitalisate in: arbeiter-zeitung.at – das offene Online-Archiv. (mittlerweile offline!)